# Gryteryd
Gryteryd är en kyrkby i Gryteryds socken i sydvästra delen av Gislaveds kommun i Småland.
Gryteryds kyrka ligger i byn liksom en gammal lanthandel. Den startades 1896 och var i bruk fram till 1970. Den visas nu som lanthandelsmuseum.